# 亨勒层
亨勒层（英語：Henle's layer），得名于德国医师、病理学家和解剖学家弗里德里希·古斯塔夫·雅各布·亨勒，位于内毛根鞘的最外层，由一层角化的扁平细胞组成。亨勒层含有许多张力原纤维。